# Batu (Pantar Timur)
Batu is een bestuurslaag in het regentschap Alor van de provincie Oost-Nusa Tenggara, Indonesië. Batu telt 1430 inwoners (volkstelling 2010).